# European Science Foundation

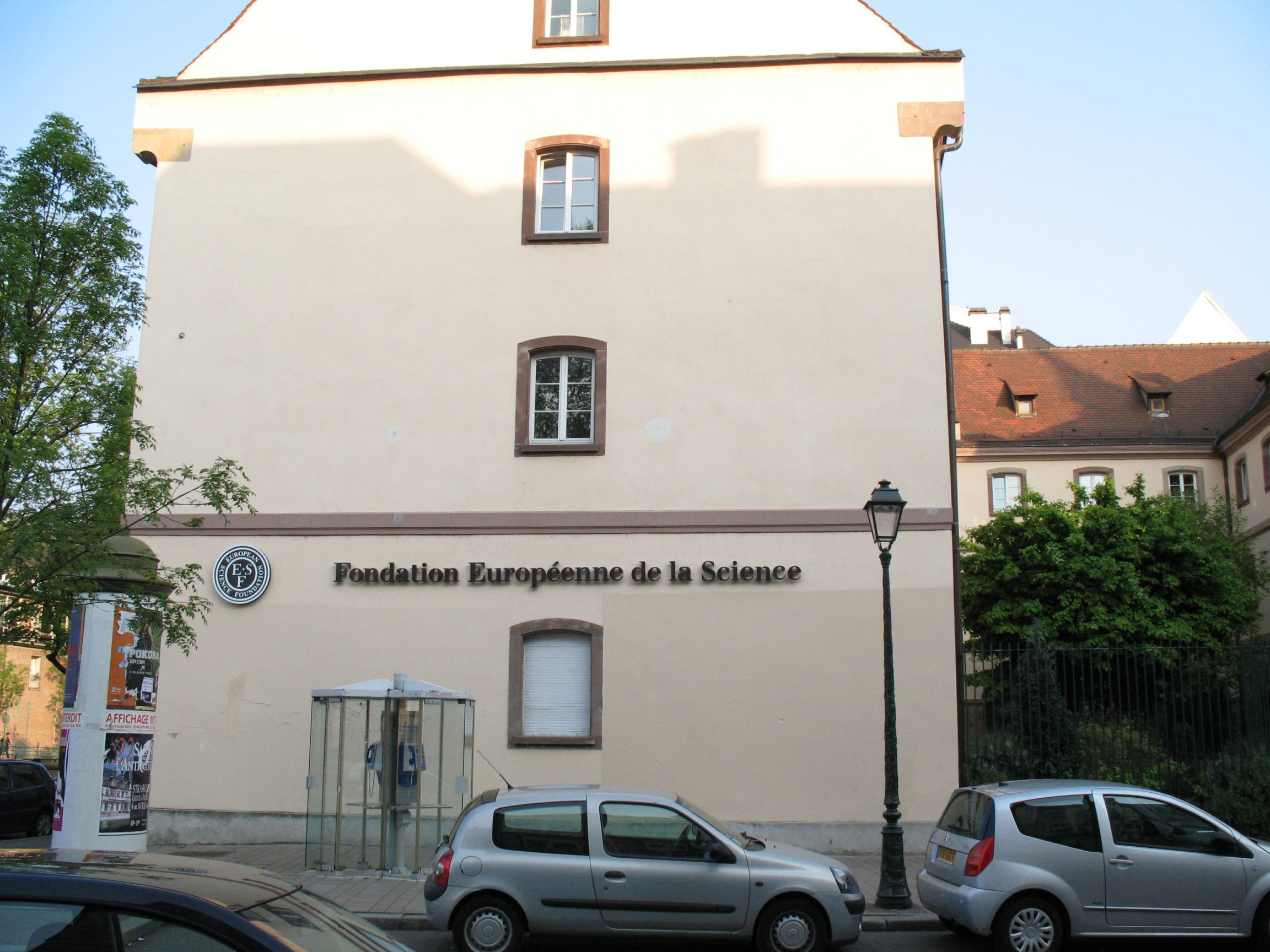
Zetel van de European Science Foundation in Straatsburg

De European Science Foundation ESF is een onafhankelijke, niet-gouvernementele organisatie zonder winstoogmerk die de coördinatie en samenwerking van Europees onderzoek bevordert, advies verleent over een Europese onderzoeksstrategie, de mobiliteit van onderzoekers ondersteunt en de samenvoeging van middelen voor wetenschappelijk onderzoek verbetert.
Ze werd gesticht in 1974 en heeft haar zetel in het Franse Straatsburg. Daarnaast is er een kantoor in Brussel en een Maritiem onderzoekskantoor in Oostende.

## Kritiek op de ERIH-tijdschriftenlijsten (2008–2011)
De European Reference Index for the Humanities (ERIH) werd in 2002 gelanceerd door de European Science Foundation (ESF) via haar Standing Committee for the Humanities als een referentie-index van tijdschriften in de geesteswetenschappen. Vanaf 2008 riep de oorspronkelijke A/B/C-indeling van ERIH kritiek op van redacteuren en wetenschappelijke verenigingen, die waarschuwden voor mogelijk misbruik bij onderzoeksevaluaties; vakmedia berichtten over gecoördineerde protesten en opt-outs. In januari 2009 liet de ESF de letterbeoordelingen vallen en verving die door beschrijvende categorieën. In 2014 werd de verantwoordelijkheid voor ERIH overgedragen van de ESF aan het Noorse NSD – Norwegian Centre for Research Data, en de index werd opnieuw gelanceerd en uitgebreid als ERIH PLUS om ook de sociale wetenschappen te omvatten.

## Besprekingen over verhuizing en governance in Straatsburg (2012–2014)
Lokale berichtgeving in Straatsburg meldde eind 2012 zorgen dat de European Science Foundation (ESF) mogelijk zou worden ontbonden of naar Brussel verplaatst naarmate Europese organisaties werden geconsolideerd, terwijl tevens werd gemeld dat de ESF de voorkeur gaf om in Straatsburg te blijven. Dezelfde verslaggeving wees op dalende personeelsaantallen in die periode en noemde een algemene vergadering eind november 2012 als beslissingsmoment. In december 2012 stelden de leden van de ESF een definitieve beslissing over de toekomst van de organisatie uit tot eind 2014.

## Opvolging door Science Europe (2011)
In oktober 2011 richtte de meerderheid van de lidorganisaties van de European Science Foundation (nationale organisaties voor onderzoeksfinanciering en -uitvoering) Science Europe op, een in Brussel gevestigde vereniging die bedoeld is om hun gezamenlijke belangen te vertegenwoordigen en het onderzoeksbeleid op Europees niveau te coördineren. Deze verandering markeerde een strategische verschuiving weg van de traditionele rollen van de ESF — beheer van programma’s en toekenning van financiering — naar een platform dat is gericht op belangenbehartiging en beleidsafstemming met de instellingen van de Europese Unie.
Science Europe nam veel van de coördinatie- en strategische functies over die voorheen door de ESF werden vervuld, maar is niet bedoeld om rechtstreeks financieringsregelingen te beheren. Tussen 2011 en 2015 bouwde de ESF haar activiteiten op het gebied van onderzoeksnetwerken geleidelijk af en droeg zij bepaalde beleid- en representatiefuncties over aan Science Europe.
Na deze overgang functioneert de ESF als een vereniging onder het lokale recht van Elzas–Moselle (Alsace–Moselle), waarbij zij niet langer de juridische status van een stichting bezit, en gaat zij verder als een kleinere organisatie voor wetenschappelijke diensten, met de nadruk op onder meer peerreview, onderzoeksevaluatie en het hosten van wetenschappelijke platforms. Science Europe werd de belangrijkste belangenbehartigende organisatie voor nationale financiers en uitvoerders van onderzoek in Europa.

## Evaluatie van Portugese onderzoekseenheden (2013–2015)
De nationale financier FCT van Portugal contracteerde de ESF ter ondersteuning van een evaluatie in twee fasen van nationale R&D-eenheden. Het proces en de uitkomsten werden betwist door delen van de Portugese wetenschappelijke gemeenschap; in april 2015 typeerde Science de evaluatie als politiek omstreden in berichtgeving over wisselingen in de leiding van FCT. In oktober 2014 publiceerde Nature een World View-opiniecolumn van Amaya Moro-Martín waarin zij sprak van „een gebrekkig evaluatieproces dat door de ESF werd ondersteund”; de ESF eiste een rectificatie en dreigde met juridische stappen, zoals gemeld door Retraction Watch; later verklaarde de ESF dat zij „in dit stadium” geen rechtszaak wilde aanspannen.

## Personeelsreducties en wijziging van de activiteiten (2015–2017)
Regionale media berichtten in april 2017 dat de ESF haar aanwezigheid in Straatsburg „op andere grondslagen” bevestigde, waarbij een overgang werd beschreven van ongeveer 120 werknemers naar 19 na drie ontslagrondes (twee vrijwillig, één verplicht), naast een verschuiving naar professionele diensten onder het merk Science Connect (peer review, evaluaties en aanverwante ondersteuning) en een middellange-termijndoelstelling van circa 40 medewerkers; als voorbeelden van vroege klanten werden IdEx Bordeaux, de Universiteit van Luxemburg en het AXA Research Fund genoemd. De ESF kondigde de lancering van haar expertisedivisie Science Connect in januari 2017 aan en markeerde de totstandkoming bij een evenement in het stadhuis van Straatsburg in april 2017.